# Retour d'est

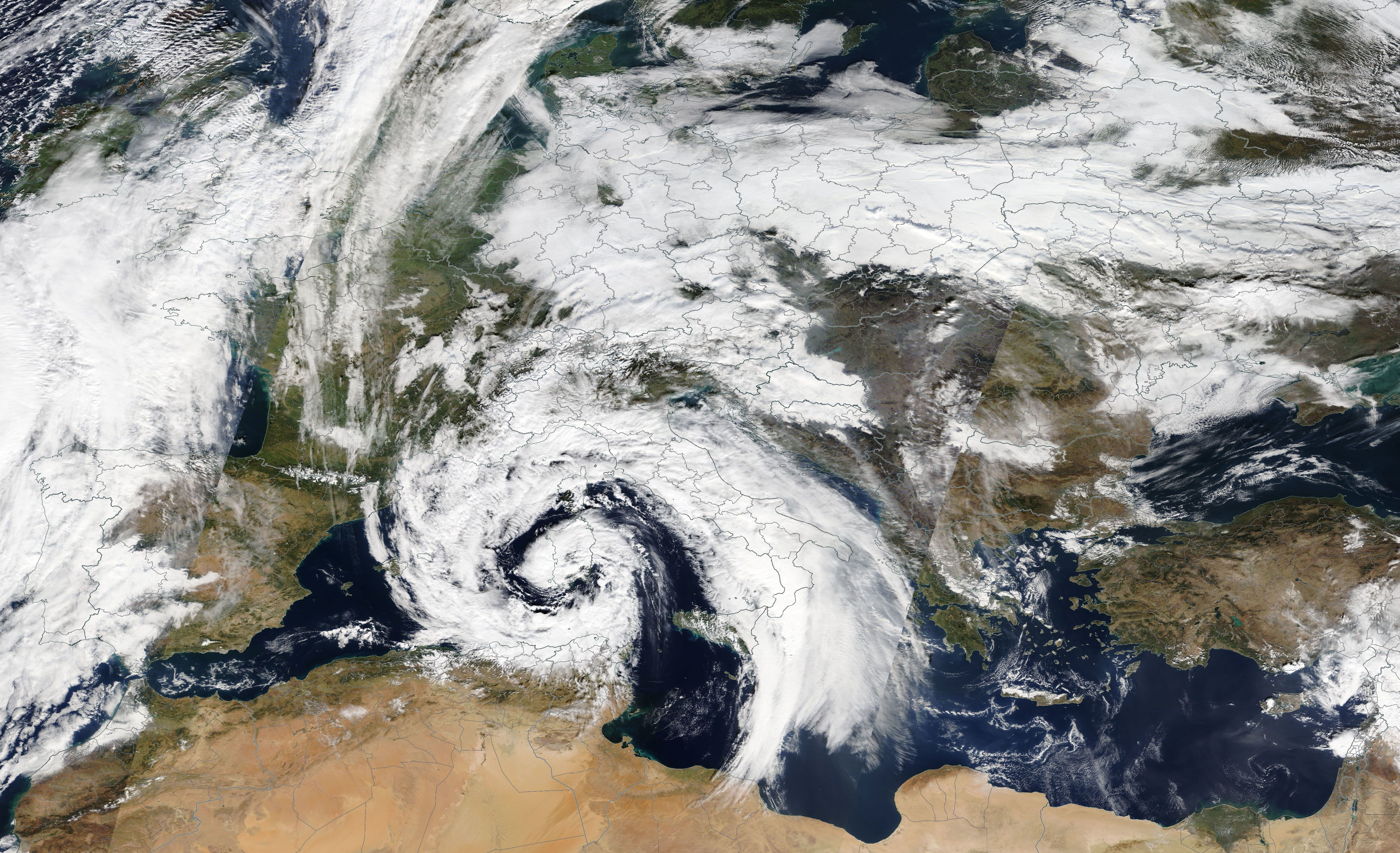
Dépression dans le golfe de Gènes, susceptible d'entrainer des retours d'est sur les Alpes françaises et italiennes

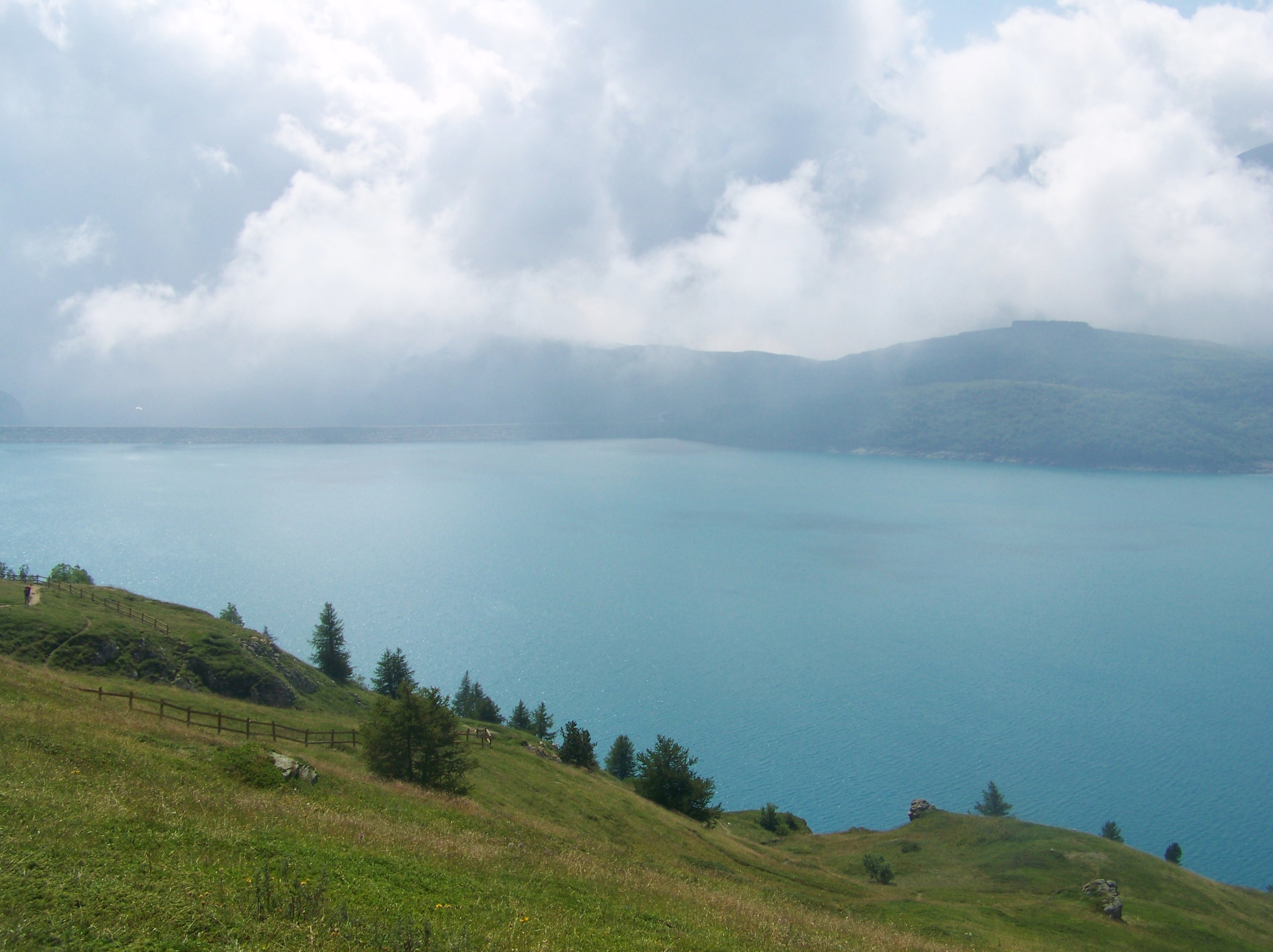
Débuts d'un retour d'est depuis l'Italie au dessus du lac du Mont-Cenis.

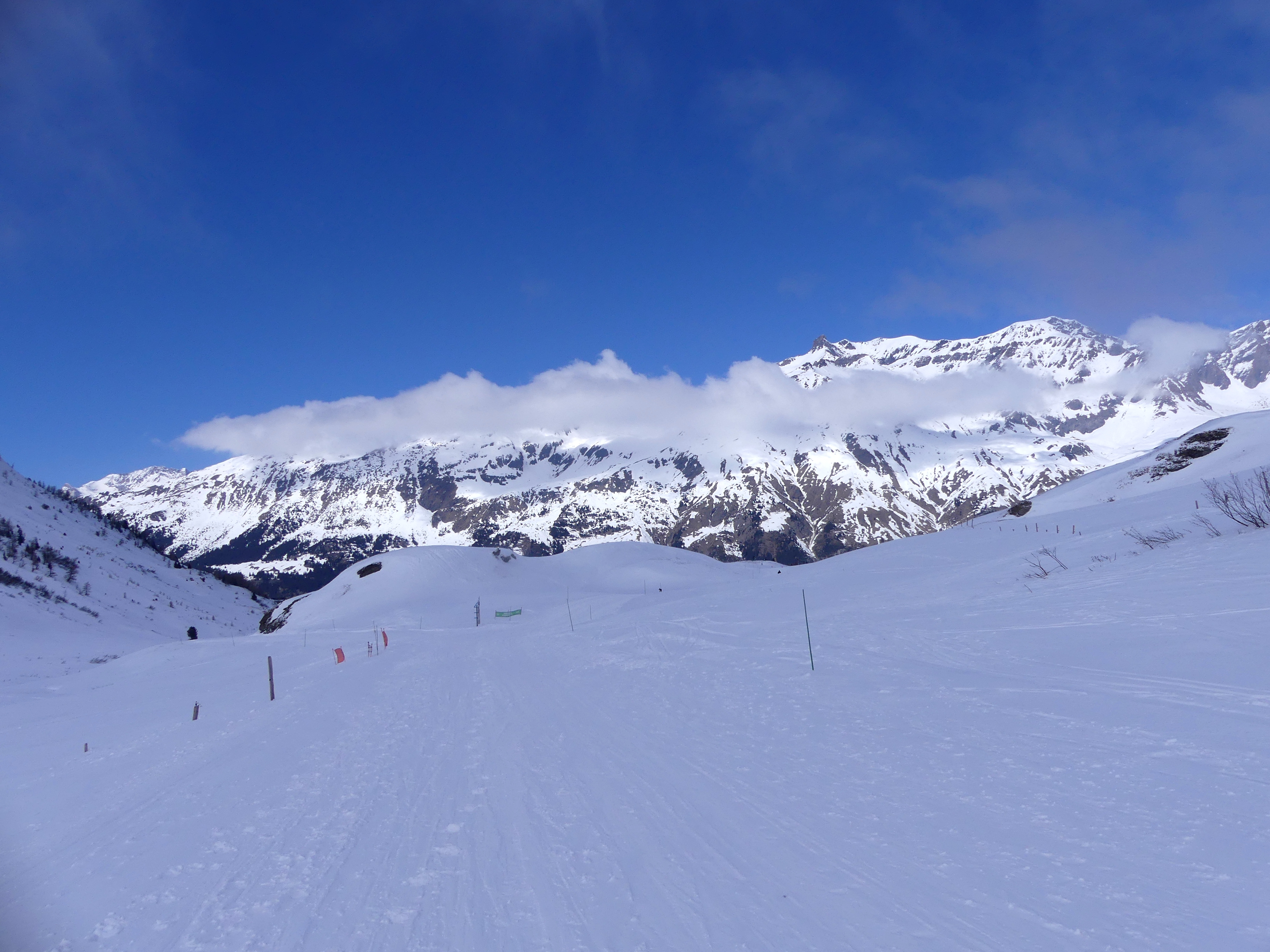
Nuages en direction de la vallée de la Maurienne depuis le col du Mont-Cenis dans un effet habituel de retour d'est.

Le retour d'est est un phénomène météorologique qui désigne le retour par l’Est de la France d’une perturbation pilotée par une dépression située généralement vers la Méditerranée, et qui peut provoquer d’abondantes précipitations dans les régions situées à l'est de ce pays, notamment les Alpes.

## Principe
Un « retour d'Est », phénomène météorologique bien connu dans les Alpes françaises, survient à la suite d'une dépression qui se creuse sur le golfe de Gênes et dont le centre se situe généralement entre la Corse et la Sardaigne. Ce phénomène peut se produire plusieurs fois par saisons. Il est lié à des courants de masses d'air très humides qui viennent se heurter au relief alpin entrainant des précipitations pluvieuses et surtout neigeuses qui peuvent être importantes.

Serge Taboulot, météorologue, président de l’Institut des risques majeurs (IRMa), situé à Grenoble, définit ce terme en quelques mots:
« ... le retour d’est alpin [...] est le résultat d’une invasion d’air froid venant de l’Atlantique Nord, voire du Pôle, qui engendre une perturbation en descendant vers la Méditerranée puis en remontant lorsque les flux sont orientés sud, sud-est [...]. Concrètement, c’est l’isolement de ce que l’on appelle une « goutte froide », généralement en provenance de l’Italie. »
Ce phénomène est également connu hors de France, notamment dans les Alpes italiennes dans leur partie occidentale et dans une petite partie des Alpes suisses (par exemple Zermatt et Saas-Fee).

## Risques et conséquences
En cas de blocage de la dépression dans le golfe de Gênes, ce phénomène peut entrainer de fortes précipitations durant une période relativement longue :
- Au printemps, il implique de fortes précipitations pendant plusieurs jours, provoquant des inondations dévastratrices comme en 1958 dans le Queyras, lorsqu'elles se conjuguent avec la fonte des neiges.
- En hiver, il apporte un enneigement exceptionnel (près de 2 mètres en village, bien plus dans les hauteurs), comme lors des épisodes du 11 au 16 janvier 1978, et celui de décembre 2008, toujours dans le Queyras[4]. Le phénomène du retour d'est peut également accroitre le risque d'avalanches sur l'ensemble du massif alpin, particulièrement à la fin de l'hiver ou au printemps en raison d'un cumul important de neige[5].